# Harmonize
『Harmonize』（ハーモナイズ）は岡崎雪の1枚目のアルバム。

## 内容
GIZA studioの専属コーラスであった岡崎の記念すべきデビュー作。洋楽カバーアルバムであるが、「Used to be in love」のみ自身のオリジナル曲。

## 批評
CDジャーナルは岡崎の歌唱姿勢を「安定感十分で、ハウス寄りの音にのびやかな声と快活な表現が合っている」と評した。

## 収録曲
1. I like it
編曲：古井弘人
2. Free
編曲：小林哲
3. Feel like makin' love
編曲：徳永暁人
4. Can't buy me love
編曲：大橋雅人
5. Summertime
編曲：大橋雅人
6. Agua de beber
編曲：大楠雄蔵
7. Overjoyed
編曲：大賀好修
8. Used to be in love
作詞・作曲：岡崎雪　編曲：麻井寛史
9. Desperado
編曲：岡本仁志

## レコーディング参加
- 岩井勇一郎（三枝夕夏 IN db） - ギター(#2)
- 大賀好修 - ギター、プログラミング(#7)
- 岡本仁志（GARNET CROW） - ギター、プログラミング(#9)
- 古賀和憲 - ギター(#2)
- 野口亮 - ギター(#6)
- 麻井寛史 - ベース、プログラミング(#8)
- 徳永暁人（doa） - ベース、プログラミング(#3)
- 大楠雄蔵 - キーボード、プログラミング(#6)
- 小林哲 - キーボード、プログラミング(#2)
- 古井弘人（GARNET CROW） - キーボード、プログラミング(#1)
- 大橋雅人（FEEL SO BAD） - プログラミング(#5, 6)